# Representações sociais
Representações sociais são o conjunto de conhecimentos, opiniões  e imagens que nos permitem evocar um dado acontecimento, pessoa ou objeto. Estas representações são resultantes da interação social, pelo que são comuns a um determinado grupo de indivíduos. 

## Surgimento do Conceito
No início do século XX, o sociólogo Emile Durkheim (1978) desenvolveu sua teoria sobre representações, denominada de representações coletivas. Naquele período, não se poderia cogitar um mundo contemporâneo regido pela globalização nos moldes atuais. Durkheim (1978) teve seu trabalho altamente influenciado pelas ideias marxistas, pelo objetivismo e pelo positivismo vigentes na época. Para ele, o homem era um ser sociável por causa da convivência em grupo, aprendendo hábitos, costumes, reproduzindo mitos, em uma sociedade regida por uma religiosidade unificadora. 

As representações coletivas são construídas por uma grande gama de conhecimentos adquiridos e reproduzidos na sociedade, de forma inconsciente, pois a força exterior do grupo é o que a influencia. Essas representações foram elaboradas em um momento em que as Ciências Sociais ansiavam pela objetividade, em uma sociedade muito menos complexa.

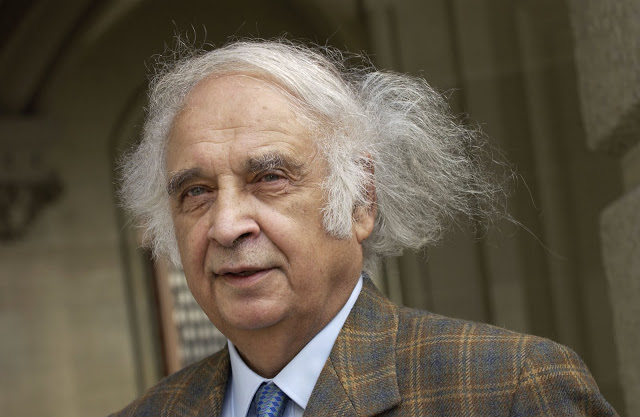
Serge Moscovici

Sob a influência dessa base teórica, o psicólogo social Serge Moscovici desenvolve um primeiro esboço da teoria das representações sociais para investigar as representações dos parisienses sobre a psicanálise. Esse trabalho culminou na obra A Psicanálise, sua imagem e seu público (MOSCOVICI, 2004, 1981, 2012), em 1961. Moscovici afirma que as representações coletivas não contemplam a individualidade contemporânea, pois os fenômenos sociais atuais são muito mais ligados ao cotidiano do indivíduo. Destarte, Moscovici (2011) desenvolve o conceito das representações sociais, em que o indivíduo faz parte da construção da representação, isto é, ele participa em sua individualidade da elaboração dela.
O objetivo da Teoria das Representações Sociais é explicar os fenómenos do homem a partir de uma perspetiva coletiva, sem perder de vista a individualidade. Uma conceituação formal, entretanto, Moscovici (SÁ, 1995, p. 30) se negou a fazer de forma contundente: "A demanda por exatidão de significado e por definição precisa de termos pode ter um efeito pernicioso, como eu acredito ter tido frequentemente nas ciências do comportamento".
Portanto, a Teoria das Representações Sociais, preconizada por Moscovici, está principalmente relacionada ao estudo das simbologias sociais, tanto no nível de macro como de microanálise - i.e., com o estudo das trocas simbólicas infinitamente desenvolvidas em nossos ambientes sociais e nas nossas relações interpessoais -, e de como esses símbolos influenciam a construção do conhecimento compartilhado, da cultura. Isto nos leva a situar Moscovici entre os chamados interacionistas simbólicos, tais como Peter Berger, George Mead e Erving Goffman.
O contexto histórico das representações sociais se define pelo fato de que elas, ao serem apresentadas como uma "modalidade de conhecimento particular que tem por função a elaboração de comportamentos e a comunicação entre indivíduos" (MOSCOVICI, 2004, p. 26), são sustentadas tanto por conhecimentos oriundos da experiência cotidiana, como pelas reapropriações de significados historicamente consolidados.
Portanto, considera-se que as representações sociais são resultado, de um lado, da reapropriação de conteúdos vindos de períodos cronológicos distintos e, de outro, daqueles gerados por novos contextos.
Buscamos compreender, abstrair significados das novas informações e fatos produzidos constantemente em função da proliferação dos centros de pesquisas científicas, da enorme profusão de ideias e "filosofias" escancaradas pelos meios de comunicação de massas e também criadas pelos "sábios amadores" nas ruas, bares e esquinas do senso comum  e operacionalizá-los em nossos cotidianos. A criação e transformação da informação levam a uma transformação de nossos valores, que, consequentemente, irão influenciar as diretrizes dos relacionamentos humanos, na forma como o ser humano se percebe no mundo e com o outro – o que era certo para a geração anterior, para a geração atual não o é. Digere-se a nova informação e a reapresenta buscando, ao mesmo tempo, tanto enriquecer e transformar nossos esquemas cognitivos anteriores, no que for possível e aceitável à nossa idiossincrasia; como também adaptá-la a nossos antigos esquemas cognitivos, na busca de manter o nosso mundo estável e seguro, “[...] a dinâmica das relações é uma dinâmica de familiarização, onde os objetos, pessoas e acontecimentos são percebidos e compreendidos em relação a prévios encontros e paradigmas [...] a memória prevalece sobre a dedução, o passado sobre o presente, a resposta sobre o estímulo, e as imagens sobre a ‘realidade’ (MOSCOVICI, 2011, p. 55).
Partindo dos estudos de Moscovici, nasceram inúmeras pesquisas sobre diversas representações sociais, no campo da educação, da saúde e da linguística aplicada. 
Denise Jodelet definiu sinteticamente as representações sociais como [...] uma forma de conhecimento, socialmente elaborada e partilhada, tendo uma visão prática e concorrendo para a construção de uma realidade comum a um conjunto social (apud SÁ, 1995, p. 32).
Há muitas formas de conceber e de abordar as representações sociais, relacionando-as ou não ao imaginário social.
Vale ressaltar que, as representações sociais são modalidades de pensamento prático orientadas para a compreensão e o domínio do ambiente social, material e ideal. Enquanto tal, elas apresentam caraterísticas específicas no plano da organização dos conteúdos, das operações mentais e da lógica.

## Elaboração das Representações Sociais

### Finalidades
As representações sociais têm como uma de suas finalidades tornar familiar algo não familiar, isto é, uma classificar, categorizar e nomear novos acontecimentos e ideias com as quais não tínhamos tido contato anteriormente, possibilitando, assim, a compreensão e manipulação desses novos acontecimentos e ideias a partir de ideias, valores e teorias preexistentes e internalizados por nós e amplamente aceitas pela sociedade, "[...] as representações que fabricamos – de uma teoria científica, de uma nação, de um objeto, etc. – são sempre o resultado de um esforço constante de tornar real algo que é incomum (não familiar), ou que nos dá um sentimento de não familiaridade. Através delas, superamos o problema e o integramos em nosso mundo mental e físico, que é, com isso, enriquecido e transformado. Depois de uma série de ajustamentos, o que estava longe, parece ao alcance de nossa mão; o que era abstrato torna-se concreto e quase normal [...] as imagens e ideias com as quais nós compreendemos o não usual apenas trazem-nos de volta ao que nós já conhecíamos e com o qual já estávamos familiarizados [...]" (MOSCOVICI, 2011, p.58). 

### Ancoragem e objetivação
Para trazer o não familiar para o familiar são utilizados dois mecanismos: a ancoragem e objetivação. A ancoragem capta e fixa ideias estranhas, as reduz em categorias e em imagens comuns, colocando-as em um contexto familiar para o indivíduo. Segundo Moscovici (2011, p. 63),” [...] categorizar alguém ou alguma coisa significa escolher um dos paradigmas estocados em nossa memória e estabelecer uma relação positiva ou negativa dele. O autor ainda acrescenta que: [...] nós não podemos nunca dizer que conhecemos um indivíduo, nem que nós tentamos compreendê-lo, mas somente que nós tentamos reconhecê-lo, isto é, descobrir que tipo de pessoa ele é, a que categoria pertence e assim por diante.” (MOSCOVICI, 2011, p. 64).
Moscovici (2011, p. 66) afirma que: “[...] é impossível classificar sem, ao mesmo tempo, dar nomes. Na verdade, essas são duas atividades distintas. Em nossa sociedade, nomear, colocar um nome em alguma coisa ou em alguém, possui um significado muito especial, quase solene. Ao nomear algo, nós o libertamos de um anonimato perturbador, para dotá-lo de uma genealogia e para incluí-lo em um complexo de palavras específicas, para localizá-lo, de fato, na matriz de identidade de nossa cultura.”
O segundo mecanismo da representação é a objetivação, que significa transformar o abstrato em algo concreto, ou melhor, algo que está somente na mente em algo que exista no mundo físico. "A materialização de uma abstração é uma das características mais misteriosas do pensamento e da fala. Autoridade políticas e intelectuais, de toda espécie, a exploram com a finalidade de subjugar as massas. Em outras palavras, tal autoridade está fundamentada na arte de transformar uma representação na realidade da representação; transformar a palavra que substitui a coisa, na coisa que substitui a palavra" (MOSCOVICI, 2003, p. 71). 
Objetivar é descobrir a qualidade icônica de uma ideia, é reproduzir um conceito em uma imagem. Comparar é representar, encher o que está naturalmente vazio com uma substância. O autor dá um exemplo conhecido: "Temos apenas de comparar Deus com um pai e o que era invisível instantaneamente se torna visível em nossas mentes, como uma pessoa a quem podemos responder como tal" (MOSCOVICI, 2003, p. 72). 
Os dois mecanismos ocorrem na elaboração das representações, são inseparáveis e acontecem de forma articulada.

### Face figurativa e face simbólica
A estrutura da representação possui dois aspectos que são indissociáveis entre si, a face figurativa e a face simbólica. Isto é, toda representação possui uma imagem e uma ideia. Moscovici (2011, p. 46) define as duas faces como: “[...] interdependentes, como duas faces de uma folha de papel: a face icônica e a face simbólica. Nós sabemos que: representação = imagem/significação; em outras palavras, a representação iguala toda imagem a uma ideia e toda ideia a uma imagem. [...] A própria linguagem, quando ela carrega representações, localiza-se a meio caminho entre o que é chamado de linguagem de observação e a linguagem da lógica; a primeira expressando puros fatos – se tais fatos existem – e a segunda, expressando símbolos abstratos. Este é, talvez, um dos mais marcantes fenômenos de nosso tempo – a união da linguagem e da representação.”

## Funções das Representações Sociais
As representações sociais possuem funções e aplicabilidades (ABRIC, 1994) nos grupos sociais. São elas: a do saber ou cognitiva, a identitária, a orientadora e a justificadora.
A função do saber permite aos grupos compreender e explicar a realidade que os cerca. Essa função possibilita aos grupos reconfigurar um determinado fenômeno social para o senso comum, tornando-o uma realidade compreensível para o grupo.
A função identitária situa os grupos sociais dentre de sua cultura e de suas características específicas, além de proteger seus significados identitários.
A função de orientação orienta as práticas sociais, comportamentos e condutas no grupo social. 
A função justificadora permite que os atores sociais expliquem e justifiquem suas posturas e condutas nos diversos espaços sociais.  

## Abordagens de Pesquisa em Representações Sociais
A teoria das representações sociais evolui ao longo do tempo em três abordagens de pesquisa. A primeira delas, chamada de modelo sociogênico ou processual, desenvolvida pelo precursor da teoria, explica como ocorrem processualmente os mecanismos de objetivação e ancoragem. 
A segunda abordagem, o modelo estrutural ou teoria do núcleo central foi desenvolvido por Abric (1994). Nesta abordagem objetiva-se investigar o núcleo da representação, considerado o elemento duro, a parte resistente às mudanças e que dá coerência e sentido à uma representação. Além dele, são investigados os elementos periféricos, que protegem o núcleo central de mudanças. 
A terceira abordagem é denominada de societal. Ela é baseada no processo de ancoragem e investiga a construção das representações em diferentes grupos sociais. 